# 6041 Juterkilian
6041 Juterkilian este un asteroid care intersectează orbita planetei Marte.

## Descriere
6041 Juterkilian este un asteroid care intersectează orbita planetei Marte. Asteroidul prezintă o orbită caracterizată de o semiaxă mare de 2,45 ua, o excentricitate de 0,33 și o înclinație de 9,9° în raport cu ecliptica.